# كريستوف باليسر
كريستوف باليسر (بالفرنسية: Christophe Pélissier)‏ هو لاعب كرة قدم ومدرب كرة قدم فرنسي في مركز الدفاع، ولد في 5 أكتوبر 1965 في Revel, Haute-Garonne ‏ في فرنسا.

## وصلات خارجية
- كريستوف باليسر على موقع قاعدة بيانات كرة القدم.إي يو (الإنجليزية)
- كريستوف باليسر على موقع Soccerway.com (الإنجليزية)
- كريستوف باليسر على موقع عالم كرة القدم.نت (الإنجليزية)